# Znieważona ziemia
Znieważona ziemia (fr. La Terre outragée 2011) – ukraiński dramat filmowy w reżyserii Michale Boganim.

## Opis fabuły
26 kwietnia 1986, miasto Prypeć, położone zaledwie kilka kilometrów od elektrowni jądrowej w Czarnobylu. Ania i Piotr mają właśnie wesele, mały Walery sadzi jabłonkę ze swoim ojcem, fizykiem z elektrowni. Mieszkańcy przygotowują się do pochodu na 1 maja. Wybucha katastrofa, mieszkańcy zostają ewakuowani. 10 lat później miasto Prypeć jest miastem widmem, Ania odwiedza je regularnie jako pilot francuskojęzycznych wycieczek, Walery w poszukiwaniu zaginionego ojca...

## Odbiór i krytyka filmu
Film został przyjęty pozytywnie, krytycy zauważyli, że porusza ważny, ale rzadko podejmowany temat. W Polsce Małgorzata Piwowar pisała w "Rzeczpospolitej", że film pokazuje "szokujące obrazy miasta widma" i przedstawia dawnych mieszkańców miasta Prypeci, którzy w innym miejscu nie potrafią zbudować życia na nowo.

## Obsada
- Olga Kurylenko : Ania
- Andrzej Chyra : Aleksiej
- Ilia Josifow : Walery (16 lat)
- Siergiej Strielnikow : Dimitri
- Wiaczesław Słanko : Nikołaj
- Nicolas Wanczycki : Patrick
- Nikita Emszanow : Piotr
- Tatiana Rasskazowa : matka Ani
- Julia Artamonow : studentka
- Natalia Bartyjewa : matka Walerego
- Maryna Briancewa : dziewczynka
- Władysłav Akulonok : Walery (6 lat)